# Södermanlands runinskrifter 125
Runinskrift Sö 125 är en runsten vid Bogsta kyrka i Bogsta socken och Nyköpings kommun. Den står strax intill kyrkans östra yttervägg. Ytterligare en runsten, Sö 124, är placerad här vid kyrkan.

## Stenen
Stenen nyttjades länge som kyrkodörrens tröskelsten, varmed stora delar av ristningen utplånades på grund av nötning innan den befriades och restes på nytt utanför kyrkan. Dess ursprungliga plats är okänd. Ornamentiken består av en profilerad runorm i Ringerikestil och den är kopplad med slingriga utlöpare i basen. Ytterst på ormens svanstipp sitter ett kristet och mjukt format kors. Tack vare äldre uppteckningar så är hela inskriften känd trots dess bortnötta delar och den från runor translittererade inskriften följer nedan:

## Inskriften
Translitterering av runraden:
[ketilfas × let · reisa ×] tsein × eftiR × bryniulf × f[aþur × sin × guþan × hialmbi · i]n heilhi × kristr × h[ans| |sal]
Normalisering till runsvenska:
Kætilfastr let ræisa stæin æftiR Bryniulf, faður sinn goðan. Hialpi hinn hælgi Kristr hans sal.
Översättning till nusvenska:
Kättilfast lät resa stenen efter Brynjulv, sin gode fader. Hjälpe den helige Kristus hans själ.